# Bioko Norte
Bioko Norte är en av Ekvatorialguineas sju provinser och är belägen på den norra delen av ön Bioko. Huvudstad är Rebola, även landets huvudstad Malabo ligger här. Större delen består av skogsmark och de södra centrala delarna tillhör nationalparken Parque nacional del Pico Basilé.